# 1110
1110 (MCX) fue un año común comenzado en sábado del calendario juliano.

## Acontecimientos
- 26 de octubre. Batalla de Candespina, en la que se dirimieron rivalidades entre Alfonso I de Aragón y su esposa Urraca I de León.

## Nacimientos
- Abraham ibn Daud, historiador y filósofo racionalista judío español.